# Stephen McManus
Stephen McManus (ur. 10 września 1982 w Lanark) – były piłkarz szkocki grający jako lewy lub środkowy obrońca w Motherwell. Obecnie trener piłkarski.

## Kariera klubowa
McManus jest wychowankiem akademii piłkarskiej Celticu. Do pierwszej drużyny trafił w 2003, a w lidze zadebiutował za kadencji menedżera Martina O’Neilla, 21 marca 2004 w wygranym 4:0 wyjazdowym meczu z Hibernianem. W lidze zagrał w sezonie 2003/2004 łącznie w 5 meczach i został po raz pierwszy mistrzem Szkocji oraz wywalczył Puchar Szkocji. W sezonie 2004/2005 zagrał tylko dwukrotnie w lidze, a Celtic nie sprostał odwiecznemu rywalowi Rangers i został wicemistrzem kraju. Na osłodę McManusowi i jego kolegom pozostało wywalczenie krajowego pucharu. W 2005 roku nowym trenerem został Gordon Strachan i on zdecydowanie postawił na McManusa, który w lidze zdobył aż 7 goli będąc jednym z najskuteczniejszych obrońców. Celtic z przewagą 20 punktów nad Heart of Midlothian został mistrzem Szkocji (drugi tytuł Stephena). Od początku sezonu 2006/2007 był jednym z podstawowych obrońców Celticu. Później został także kapitanem drużyny.
29 stycznia 2010 roku został wypożyczony do Middlesbrough. Wkrótce potem, w lipcu 2010 roku, podpisał z Boro stały kontrakt.
| Sezon   | Klub               | Kraj    | Rozgrywki                         | Mecze | Bramki |
| ------- | ------------------ | ------- | --------------------------------- | ----- | ------ |
| 2003/04 | Celtic F.C.        | Szkocja | Scottish Premier League           | 5     | 0      |
| 2004/05 | Celtic F.C.        | Szkocja | Scottish Premier League           | 2     | 0      |
| 2005/06 | Celtic F.C.        | Szkocja | Scottish Premier League           | 36    | 7      |
| 2006/07 | Celtic F.C.        | Szkocja | Scottish Premier League           | 31    | 2      |
| 2007/08 | Celtic F.C.        | Szkocja | Scottish Premier League           | 37    | 4      |
| 2008/09 | Celtic F.C.        | Szkocja | Scottish Premier League           | 31    | 4      |
| 2009/10 | Celtic F.C.        | Szkocja | Scottish Premier League           | 8     | 0      |
| 2009/10 | Middlesbrough F.C. | Anglia  | Football League Championship      | 16    | 1      |
| 2011/11 | Middlesbrough F.C. | Anglia  | Football League Championship      | 24    | 1      |
| 2011/12 | Middlesbrough F.C. | Anglia  | Football League Championship      | 24    | 0      |
| 2011/12 | Bristol City F.C.  | Anglia  | Football League Championship      | 6     | 0      |
| 2012/13 | Middlesbrough F.C. | Anglia  | Football League Championship      | 7     | 0      |
| 2012/13 | Bristol City F.C.  | Anglia  | Football League Championship      | 11    | 1      |
| 2013/14 | Motherwell F.C.    | Szkocja | Scottish Premier League           | 37    | 4      |
| 2014/15 | Motherwell F.C.    | Szkocja | Scottish Premier League           | 36    | 0      |
| 2015/16 | Motherwell F.C.    | Szkocja | Scottish Premier League           | 37    | 1      |
| 2016/17 | Motherwell F.C.    | Szkocja | Scottish Premier League           |       |        |
|         |                    |         | Łącznie w Scottish Premier League | 260   | 22     |

## Kariera reprezentacyjna
W reprezentacji Szkocji Stephen McManus zadebiutował 1 października 2006 roku w przegranym 0:2 meczu z reprezentacją Ukrainy. 8 września 2007 roku w spotkaniu z Litwą zdobył swoją pierwszą bramkę w kadrze.